# 德国空军第33战术联队
德国空军第33战术联队（德語：Taktisches Luftwaffengeschwader 33，缩写为），在2013年9月30日前被称为第33战斗轰炸机联队（Jagdbombergeschwader 33，缩写为），是德国空军一个配备旋风IDS攻击机的飞行作战部队。联队的驻地设于莱茵兰-普法尔茨州的比歇尔空军基地，该空军基地也是美国部署有B-61戰術核子彈的基地。

## 任务
第33联队的任务是维持人员和物资在危机及国防紧急状态下的候命状态。这些候命状态包括提供可快速部署的反击力量、军事人员的可持续调配、参与国家及北约的演习以及灾害管理。

## 核武器
在第33联队驻地的特殊掩体内可以储存最多44具核弹头。作为共有核武器框架的一部分，第33联队成为德国空军唯一接受过使用该武器培训的飞行部队。然而，核武器是受到美国军方的管制。美国空军第702军需供应队的一些中队驻扎于此，并连同德国空军第1及第2安全中队共同负责特殊武器存放点的安全保卫工作。
根据美國科學家聯盟在2008年的一项内部研究报告，美国空军的许多核武库并没有遵守美国国防部所要求的最低安全标准。这其中包括德国联邦国防军的比歇尔空军基地。该研究报告估计有约10至20枚核弹头储存在这个地方。美军飞机作为第一反应力量，核弹头于欧洲仅分布在较少的场地。
德国空军计划，至2025年将至少有46架旋风战斗轰炸机准备好共有核武器的任务。

## 历史

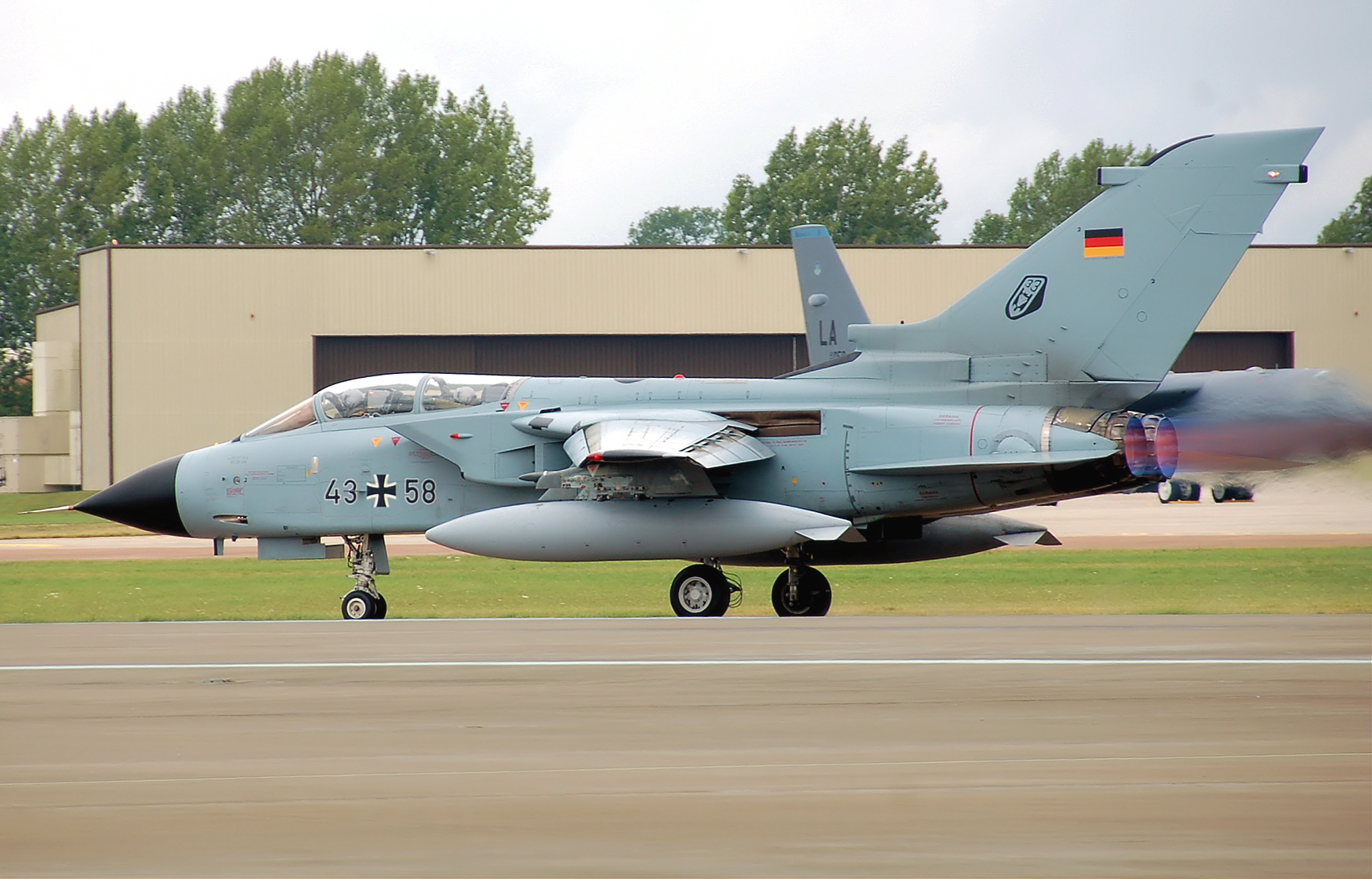
第33联队的旋风IDS攻击机

作为二战后莱茵兰-普法尔茨州的占领方，比歇尔机场是在1954-1955年间由法国军队创建。机场在建成后不久便移交德国联邦财产局，并于1955年8月13日转交德国联邦国防军管理。首批250个德国士兵自1955年8月15日入驻比歇尔机场站。

### 空军第30航校（1956-1958）
1956年11月13日，德国空军第30航空学校（Waffenschule der Luftwaffe 30）作为德国空军的首个飞行部队在菲尔斯滕费尔德布鲁克组建，并自1957年10月起转场至比歇尔。首任指挥官为瓦尔特·克鲁平斯基少校。
比歇尔接收的首个机型是美国的F-84雷电战斗机，有75架雷电随着第30航校的成立而投入使用。至10月底，比歇尔机场共入驻有72架F-84F、3架T-33教練機和2架T-6德州佬式教練機。第30航校的主要任务是为德国空军新筹备组建的战斗轰炸机联队培训人才。除飞行员外，相关部队的技术人员也在此接受培训。
第30航校的使命于1958年6月30日结束，第33战斗轰炸机联队随即组建，并在1958年12月正式接受北大西洋公约组织的指挥。

### 第33战斗轰炸机联队（1958-2013）

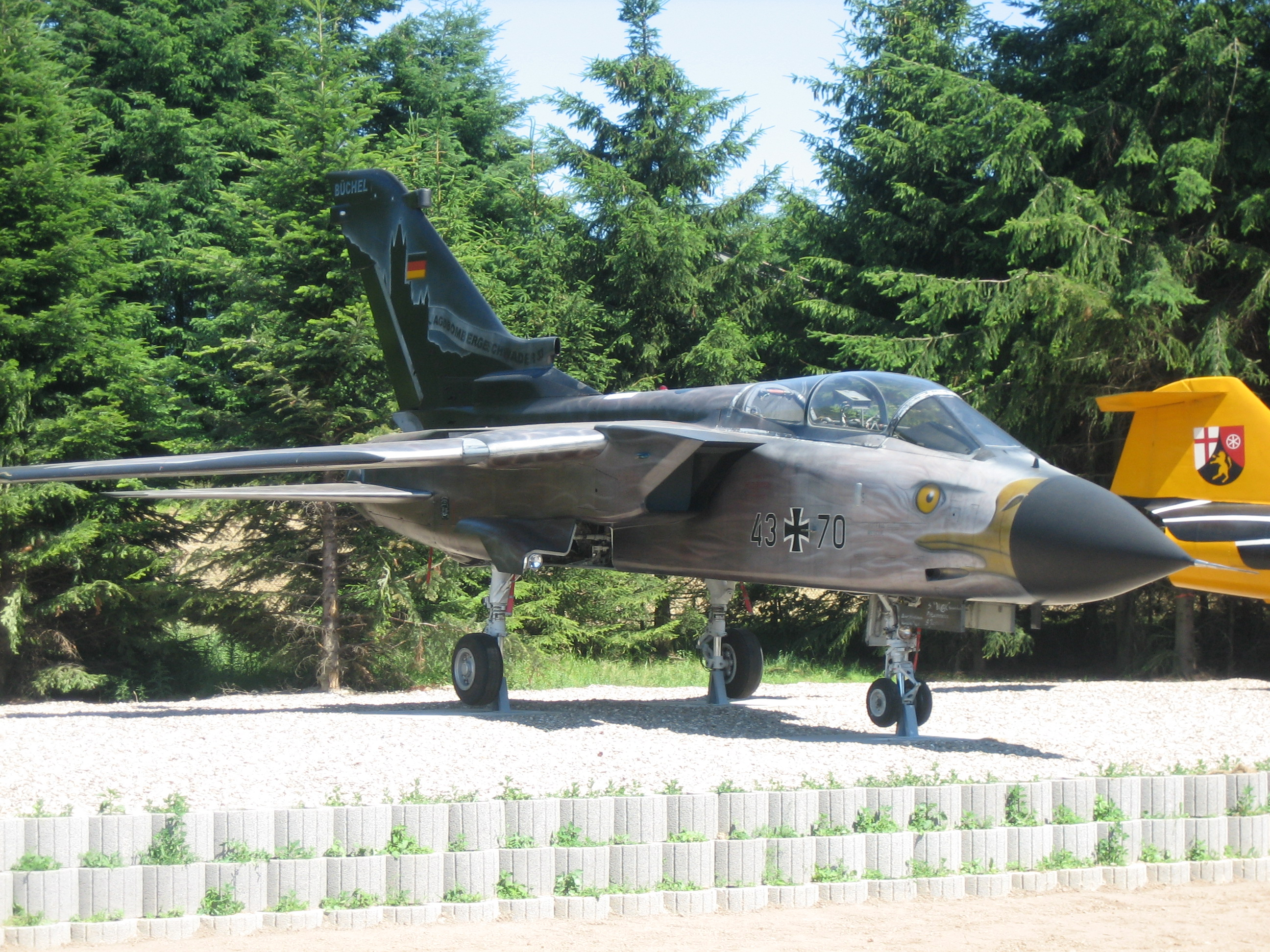
旋风攻击机的“鵰”涂装

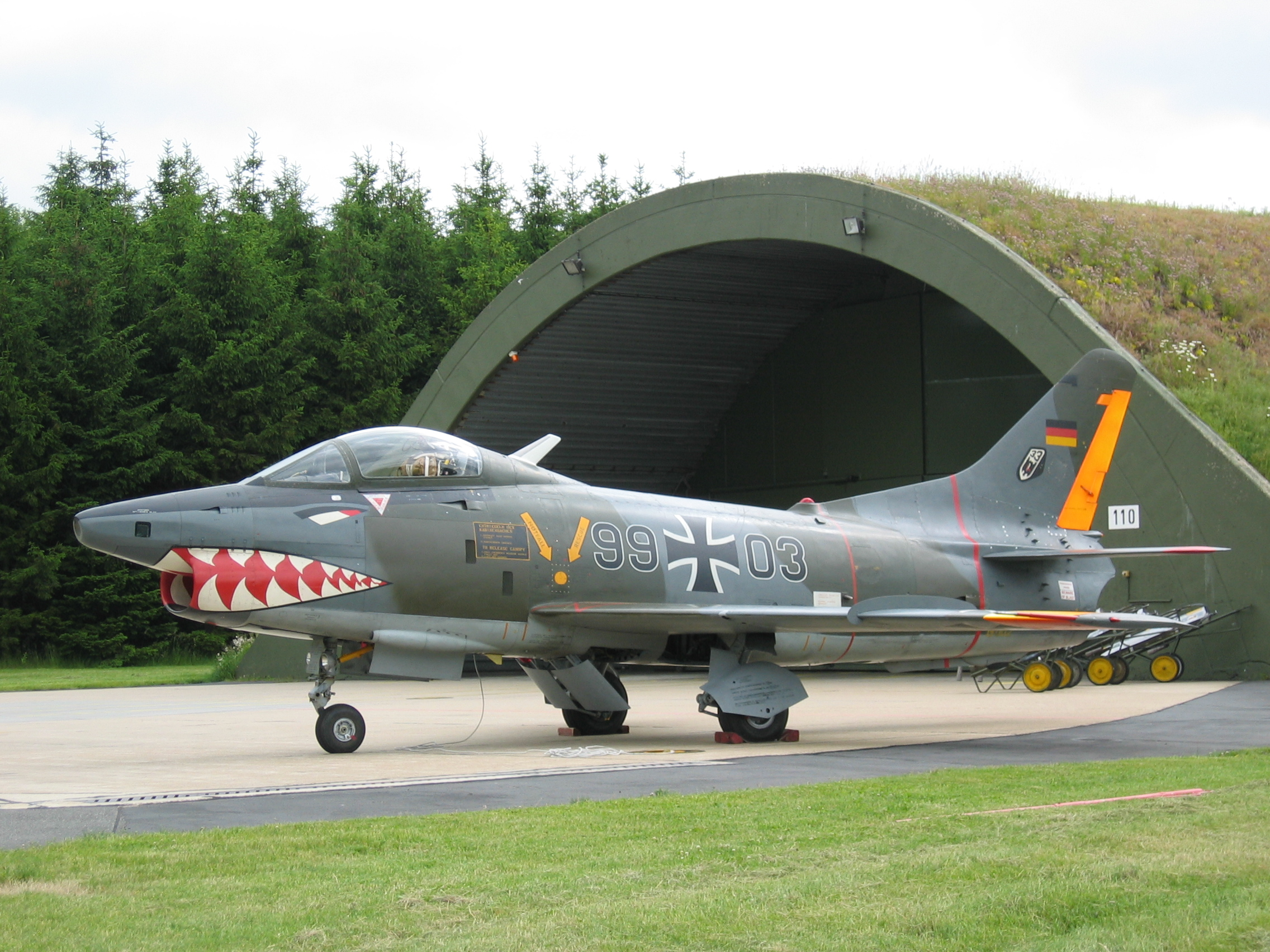
第33联队培训车间的G.91戰鬥機

1959年3月23日，第33联队的飞行员已经完成了第10,000小时的飞行。同样在1959年，该联队首次转场至国外——几乎整个中队在1959年5月入驻了土耳其的班德尔马约4周时间。至1959年9月底，比歇尔的跑道扩建工程完工，可以进行全面的飞行运营。1960年6月3日，德国空军又在比歇尔举行了大型的飞行开放日，并深受民众欢迎。美国空军和意大利空军也于这天在空军基地进行了飞行表演。1960年底，第33联队首次转场至意大利的德奇莫曼努（撒丁岛），并自那时起定期接受代号为“德奇（Deci）”的境外指挥。
1961年，第33联队在科赫姆-布劳赫克设立了部队营地，目的是要重建科赫姆的这个城区。
自1962年8月起，联队的装备机型开始更换为F-104星式戰鬥機。1982年，联队的星式战斗机飞行时数达到200,000小时，成为当时全球使用该机型飞行时数最多的部队。至F-104G在1985年5月30日退役前，该联队已飞行约231,900小时。
1985年，联队的装备机型被转换为旋风IDS攻击机。旋风飞机的第100,000个飞行小时则是在1999年9月3日达到。
联队的机动车中队及补给中队在2013年4月1日合并，并自此组成了补给／运输中队。第33联队在此之前曾是德国空军最后一个仍采用分离编制的联队。安全中队此后也被重新改制为第1和第2安全中队。

### 第33战术联队（2013年至今）
作为德国联邦国防军重组的一部分，第33战斗轰炸机联队于2013年10月1日被更名为第33战术联队。

## 架构
第74战术联队直接隶属于空军作战司令部管辖。联队长为上校军衔，主要负责领导3个大队：
- 直属飞行大队，下设一个机务中队和配备47架战机的两个飞行中队。
- 直属技术大队，由维修／电子中队、保养／武器中队和补给／运输中队组成。其主要负责对飞行器提供所有技术方面的照顾[11]。该大队还有一个特色是1962年成立的培训车间，主要负责培训飞行机械师和系统及设备电子工程师（德语：Elektroniker für Geräte und Systeme）（自1982年起）。它也是科赫姆-采尔县境内规模最大的培训机构。
- 空军基地大队，这是德国空军现存唯一的基地编制大队。该大队下设第1及第2安全中队（德语：Objektschutz (Luftwaffe)）。